# Dalkurd Fotbollförening
O Dalkurd FF - Fotboll, ou simplesmente Dalkurd FF, é um clube de futebol da Suécia fundado em  2004. Sua sede fica localizada em Borlänge.